# سابليه سور سارت
سابليه سور سارت (بالفرنسية: Sablé-sur-Sarthe، 
تنطق بالفرنسية: [sable syʁ saʁt]
)‏، هي بلدية في مقاطعة سارت ، في منطقة بايي دو لا لوار غرب فرنسا . تقع على بعد 50 كم شمال شرق انجيه.

## الجغرافيا
يمر نهر فياج في الحدود الشمالية الغربية ويتدفق جنوبًا عبر وسط البلدية، ثم يتدفق إلى نهر سارت في بلدة سابليه سور سارت.

## التاريخ
كان رئيس الوزراء الفرنسي فرانسوا فيون رئيسًا لبلدية سابليه من عام 1983 إلى عام 2001 ، والتي تمتلك بالتالي محطة تي جي في على الخط من باريس-نانت على الرغم من عدد سكانها الصغير نسبيًا.

## السياحة
تعد المدينة مركزًا للإبحار في النهر على طول نهر سارث. هناك مهرجان للموسيقى الباروكية كل أغسطس.

## صناعة
من عام 2010 إلى عام 2015 ، كان لدى شركة السيارات فينتوري مصنع في سابليه سور سارت.